# James Stuart (Architekt)

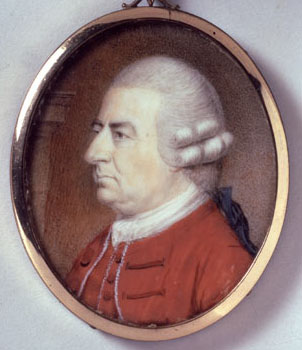
James Stuart in einer Miniatur von circa 1788

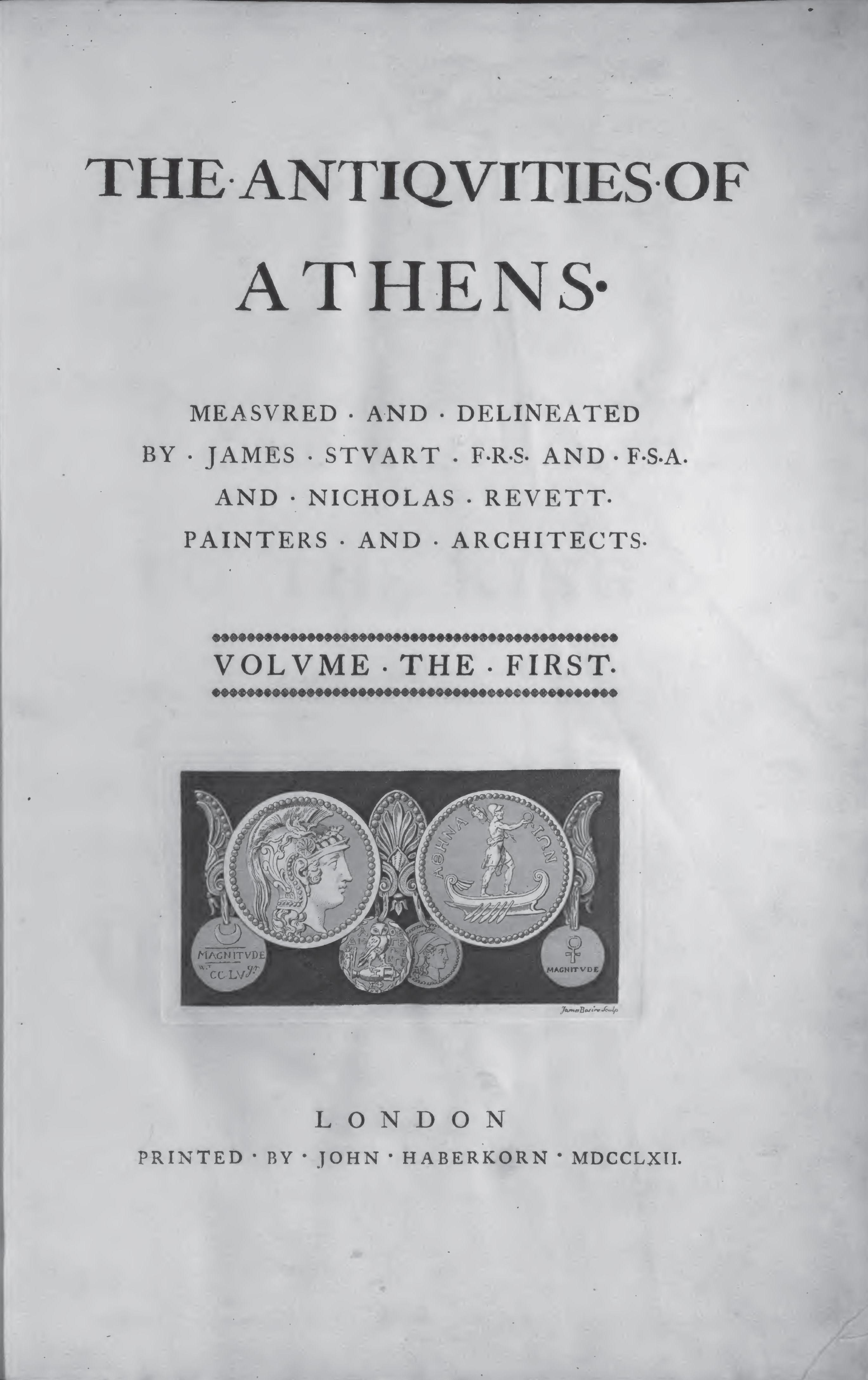
The Antiquities of Athens Band 1, 1762

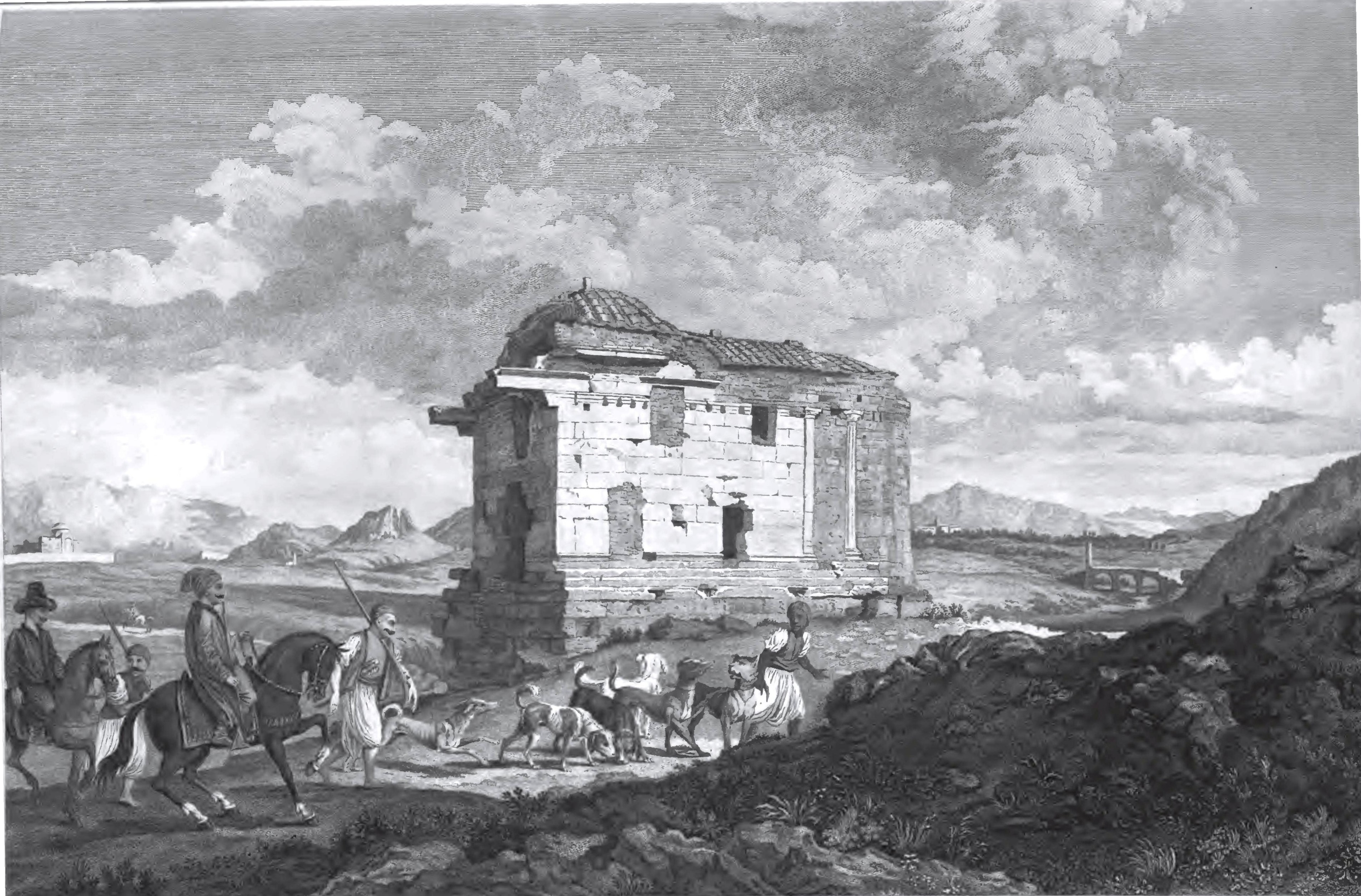
Der Tempel am Ilissos in Athen, Stich aus The Antiquities of Athens Band 1, 1762

James Stuart, bekannt als James „Athenian“ Stuart, (* 1713 in London-Ludgate; † 2. Februar 1788 in London) war ein britischer Maler, Architekt und Altertumswissenschafter, der insbesondere durch seine Rolle bei der Verbreitung des Klassizismus bekannt ist.

## Leben und Werk
Stuart war der Sohn eines schottischen Seemanns. Er wurde nach dem frühen Tod seines Vaters Lehrling in der Werkstatt des Fächermalers Lewis Goupy. Daneben studierte er Mathematik, Geometrie und Anatomie und lernte Latein und Altgriechisch. 1741/1742 reiste er nach Italien, um sich künstlerisch weiterzubilden, und arbeitete dort in Rom als „cicerone“ (Reiseführer) und Maler und beschäftigte sich mit Kunst- und Architekturgeschichte. In Rom bildete er sich weiter und pflegte Umgang mit zahlreichen Antiquaren und Künstlern. Hier führte er seine erste wichtige Arbeit durch, die zeichnerische Aufnahme des Obelisken auf der Piazza Montecitorio für das Werk von Angelo Maria Bandini De obelisco Caesaris Augusti (1750). In Rom traf er auch Nicholas Revett (1720–1804), einen jungen britischen Adligen auf seiner Grand Tour. Im April 1748 unternahm er mit diesem sowie dem Architekten und Kunstagenten Matthew Brettingham und dem Maler Gavin Hamilton eine Reise zum Studium der antiken Überreste in Neapel.
Stuart und Revett fassten auf dieser Reise den Plan eines Projekts zur Vermessung der antiken Bauten in Athen und Attika nach dem Vorbild der Édifices antiques de Rome (1692) des französischen Architekten Antoine Desgodetz (1653–1728). Hierin wurden sie bestärkt durch die Altertumsforscher James Dawkins (1722–1757), Robert Wood (1717–1771) und John Bouverie (1723–1750), die sie 1749 bei der Vorbereitung von deren Studienreise in den östlichen Mittelmeerraum in Rom trafen. Sie publizierten 1748 Proposals for Publishing an Accurate Description of the Antiquities of Athens. Durch ihre Kontakte zur Society of Dilettanti, Stuart wurde 1751 zum Mitglied gewählt, gelang ihnen die Finanzierung ihrer Reise im Auftrag der Gesellschaft.
Stuart und Revett verließen 1750 Rom. Sie reisten nach einem Aufenthalt in Venedig und einem Abstecher nach Pula und an die dalmatinische Küste von Venedig nach Athen, wo sie im März 1751 eintrafen. Hier machten sie genaue Aufnahmen der antiken Ruinen von Athen sowie in dessen Umgebung, wobei Revett für die exakte Vermessung und die Planzeichnungen der Bauten zuständig war, Stuart für die Veduten und den Text. Ab 1753 bereisten sie große Teile Griechenlands und der Küste Kleinasiens. Ihre Beschreibung von Las Incantadas in Thessaloniki stammt aus dem Jahr 1754.
Unmittelbar nach ihrer Rückkehr nach London im Frühjahr 1755 begannen Stuart und Revett mit der Ausarbeitung ihres Werkes The Antiquities of Athens, dessen erster Band 1762/1763 erschien, Revett schied jedoch noch vor Erscheinen des ersten Bandes aus dem Vorhaben aus. Das Erscheinen wurde durch mehr als 500 Subskribenten ermöglicht. Seine Abbildungen gehörten zu den ersten, die die antiken Bauwerke Griechenlands in detaillierten Aufnahmen bekanntmachten. Das Werk hatte das Ziel, einerseits eine Vorbildsammlung für Künstler, Architekten und Publikum zu sein, andererseits eine umfassende Architekturtheorie zu liefern. Es wurde gleichermaßen von Altertumswissenschaftlern, Gelehrten und dem begüterten Publikum begrüßt. Seine Wirkung wurde jedoch zunächst durch die lange Publikationsdauer, den hohen Preis und die geringe Auflage verzögert. Seine große Bedeutung und einflussreiche Wirkung erhielt er erst durch die Neuauflagen und Übersetzungen des 19. Jahrhunderts. Das Werk trug maßgeblich zur weiten Verbreitung des Greek Revival und des Klassizismus als dominierende Architekturform des 19. Jahrhunderts bei.
In England war James Stuart vor allem als Künstler tätig, als Architekt, Innenarchitekt (Möbeldesign, Metallarbeiten) und Medailleur. Er war am Bau oder Um- und Ausbau zahlreicher Land- und Stadthäuser sowie Parks beteiligt, so etwa Shugborough Hall, Hagley Hall, Lichfield House, Mount Stewart, Nuneham House und Wentworth Woodhouse, Montague House und Spencer House in London, sowie die Kapelle des Old Royal Naval College.
Stuart war vor allem in seinen letzten Lebensjahren bei Terminfragen und Bauetats sehr unzuverlässig und Alkoholiker. Dennoch starb er als berühmter Mann und wohlhabender Immobilienbesitzer in London.
Im April 1758 wurde er zum Mitglied der Royal Society gewählt, ferner war er Mitglied der Society of Antiquaries.

## Veröffentlichungen
- Epistola Jacobi Stuart Angli ad Carolum Wentwort, comitem de Malton. In: Angelo Maria Bandini: De obelisco Caesaris Augusti Rom 1750, S. LXXIII–CV (Digitalisat).
- mit Nicholas Revett: The Antiquities of Athens.[1]
  - Band 1: Haberkorn, London 1762 (Digitalisat)
  - Band 2: Nichols, London 1787 [1787/1790], herausgegeben von Elizabeth Stuart und Willam Newton (Digitalisat)
  - Band 3: Nichols, London 1794 [1794/1795], herausgegeben von Willey Reverley (Digitalisat).
  - Band 4: Taylor, London 1815 [1815/1816], herausgegeben von Josiah Taylor und Joseph Woods (Digitalisat)
    - Neue (gekürzte) Ausgabe. Priestley & Weale, London 1825–1830
      - Band 1: 1825
      - Band 2: 1825
      - Band 3: 1827
      - Band 4 (Supplementband): The Antiquities of Athens and Other Places of Greece, Sicily etc. Supplemantary to the Antiquities of Athens by James Stuart, F.R.S. F.S.A. and Nicholas Revett. 1830, von Charles Robert Cockerell, William Kinnard, Thomas Leverton Donaldson, William Jenkins und William Railton (Digitalisat)
- Critical observations on the buildings and improvements of London. J. Dodsley, London 1771 (Digitalisat)